# Saurbæjarkirkja
Saurbæjarkirkja är en kyrka söder om Eyjafjörður i Norðurland vestra i Island. Saurbæjarkirkja ligger 25 km söder om Akureyri. Kyrkan byggdes 1858 och har plats för 60 personer. Saurbæjarkirkja är en av sex torvkyrkor som fortfarande finns kvar på Island. Väggarna på Saurbæjarkirkja  är byggda av sten och torv, och taket är byggt av torv.